# Karl Wetterhoff
Karl Gustaf Wetterhoff, född 27 november 1832 i Hattula i Finland, död 7 november 1887 i Köpenhamn, var en finländsk publicist och vitterhetsidkare; bror till Onni Wetterhoff,  Fredrika Wetterhoff och Mathilda Asp.
Wetterhoff blev student vid Kejserliga Alexanders Universitetet i Finland i Helsingfors 1852 och bedrev huvudsakligen estetiska studier. Han deltog i den antiryska studentfesten "Tölömiddagen" på Andersdagen 1855, vilket resulterade i att han samma vinter kom till Sverige utan pass, där han fick arbete vid åtskilliga stockholmstidningar. Han översatte för musikförlag finska folkvisor (bland annat den bekanta "Fjärran han dröjer") och utgav med Emil von Qvanten Kritiska ströftåg af Heimdall (1857). Sedan han någon tid studerat vid Uppsala universitet, ingick han 1859 i den då uppsatta tidningen Nya Dagligt Allehandas redaktion och gjorde sig där genom sin fängslande stil bemärkt som litteratur- och teatergranskare, varjämte han även skrev politiska artiklar. Under Ny Illustrerad Tidnings första utgivningsår 1865 var han dess redaktör, men därefter korrespondent i utlandet. Han uppehöll sig 1866-81 företrädesvis i Paris och Rom samt var därefter ånyo bosatt i Stockholm, 1884-86 i Finland och 1887 i Paris.
Wetterhoffs lilla lustspel En repetition på Tillfälle gör tjufven gavs på Nya Teatern 1882. I Finsk Tidskrift 1885 skrev han goda uppsatser om Sederomanen i Ryssland. Mycket intresse tilldrog sig en av honom 1877 framlagd plan till ordnande av Helgeandsholmen i Stockholm. B. Schöldström utgav 1889 Dikter och bilder av Wetterhoff. En liten dramatisk skiss, Holgaberget, utgavs 1889 i liten upplaga. 